# Ian Blackford
Ian Blackford (Edinburgh, 14 mei 1961) is een Brits politicus voor de Scottish National Party (SNP). Hij was van 2015 tot 2024 lid van het Lagerhuis voor het Schotse kiesdistrict Ross, Skye en Lochaber. Van 2017 tot 2022 was hij de fractieleider van de SNP in het Lagerhuis.

## Politieke carrière
Blackford was oorspronkelijk investeringsbankier en betrokken bij diverse zakelijke ondernemingen. Hij was verkiesbaar als de SNP-kandidaat voor het kiesdistrict Ayr bij de algemene verkiezingen van 1997, maar verloor van Sandra Osborne van de Labour-partij. Later in dat jaar kwam hij op voor de Scottish National Party (SNP) bij de tussentijdse verkiezing in het kiesdistrict Paisley in 1997 en werd andermaal niet verkozen. De opkomst bij die verkiezing was de laagste in dertig jaar bij een tussentijdse verkiezing in Schotland. 
Van 1999 tot 2000 was hij nationaal penningmeester van de SNP. Doorheen zijn tijd als penningmeester van de SNP werd Blackford gezien als een criticus van toenmalig partijleider Alex Salmond. In 2000 werd Blackfords mandaat als penningmeester beëindigd, nadat hij geprobeerd had uitgavenlimieten te introduceren, om de rode cijfers van de partij aan te pakken. Die limieten werden echter niet nageleefd, hetgeen zorgde voor een vertrouwensbreuk tussen Blackford en de partijleiding.
Na de financiële crisis van 2007-2008 pleitte hij ervoor om een Schotse financiële toezichthouder op te richten, om de samenleving te beschermen tegen onverantwoorde praktijken.
In januari 2015 werd aangekondigd dat Blackford de SNP-kandidaat voor het kiesdistrict Ross, Skye en Lochaber zou zijn bij de parlementsverkiezingen van 2015. Hij ontving 20.119 stemmen, ofwel 48,1% van de stemmen, en versloeg de voormalige liberale democraat Charles Kennedy, toenmalig partijleider en zittend parlementslid, met 5.124 stemmen.Hij werd herkozen bij de algemene verkiezingen van 2017. Op 14 juni 2017 werd hij verkozen tot leider van de SNP fractie in het Lagerhuis, als opvolger van Angus Robertson, die zijn zetel had verloren. Op 19 juli werd hij benoemd tot lid van de Privy Council.
Bij de Lagerhuisverkiezingen van 12 december 2019 werd hij herkozen als parlementslid en vervolgens ook als fractieleider van de SNP in Westminster. Hij trad als fractieleider terug in december 2022 en werd vervangen door Stephen Flynn.
Blackford werd enkele keren door de Speaker van het Lagerhuis gesommeerd om de plenaire zaal te verlaten wegens 'onparlementair taalgebruik' en optreden. Dit gebeurde meestal in een woordenwisseling met de Conservatieven.
Blackford stelde zich bij de Lagerhuisverkiezingen van 2024 niet herkiesbaar. Zijn lidmaatschap van het Lagerhuis eindigde op 30 mei 2024, toen het parlement ontbonden werd in de aanloop naar de algemene verkiezingen van 4 juli.